# Surville, Eure
Surville är en kommun i departementet Eure i regionen Normandie i norra Frankrike. Kommunen ligger i kantonen Louviers-Sud som tillhör arrondissementet Les Andelys. År 2022 hade Surville 854 invånare.

## Befolkningsutveckling
Antalet invånare i kommunen Surville
Referens:INSEE